# Vallinfreda
Vallinfreda é uma comuna italiana da região do Lácio, província de Roma, com cerca de 290 habitantes. Estende-se por uma área de 16 km², tendo uma densidade populacional de 18 hab/km². Faz fronteira com Cineto Romano, Oricola (AQ), Orvinio (RI), Percile, Riofreddo, Vivaro Romano.

## Demografia
| Variação demográfica do município entre 1861 e 2011                               |
|                                                                                   |
| Fonte: Istituto Nazionale di Statistica (ISTAT) - Elaboração gráfica da Wikipedia |